# Rucaviță
Rucavița este un obiect de cult reprezentând fiecare dintre cele două bucăți de stofă cu care se strâng mânecile stiharului, purtate de preot în timpul slujbei bisericești.
Rucavițele se atașează la mâneci cu ajutorul unui șnur petrecut printr-o succesiune de cheutori. Termenul provine din slavonescul rîkawța, având înțelesul de „mânecuță” și sunt confecționate din diferite țesături, brodate cu fir de aur, de argint și de mătase colorată. Ele au ca temă iconografică, scena Bunei Vestiri, cele două personaje ale compoziției fiind brodate împreună sau separat, adică arhanghelul Gavriil pe o mânecuță și Fecioara Maria pe cealaltă. Poarte frecvent însă, aceste accesorii vestimentare sunt decorate numai cu simple motive florale și cu semnul crucii.

## Vezi și
- Stihar